# Höhere Berufsschule Nr. 25, Chmelnyzkyj
Die Höhere Berufsschule Nr. 25 in Chmelnyzkyj ist eine berufsbildende Schule, die qualifizierte Arbeitskräfte und Nachwuchskräfte für technische und handwerkliche Berufe sowie den Handel ausbildet.

## Geschichte
Die Höhere Berufsschule Nr. 25 in Chmelnyzkyj wurde am 1. Juli 1987 gegründet.  Die Geschichte der Schule begann auf dem Brachland des Mikrobezirks Wystawka, wo ein neues Schulgebäude, Lehr- und Produktionswerkstätten und ein Wohnheim errichtet wurden.
Oleh Gawryljuk wurde der erste Direktor der Schule. Im ersten Studienjahr nahm die Schule 303 Studierende auf.
Im Jahr 1993 wurde die Schule in eine Höhere Fachschule umgewandelt. Im Jahr 1995 wurde die VPU Nr. 25 zu einer experimentellen pädagogischen Plattform, auf der neue pädagogische Technologien und demokratische Organisations- und Managementformen eingeführt wurden.
Auf der Grundlage der Schule wird seit 1997 das mit Unterstützung des Bundesministeriums für Bildung, Wissenschaft, Technologie und Forschung der Bundesrepublik Deutschland gegründete Bildungs- und Ausbildungszentrum „Proskuriv“ betrieben.
Heute bildet die Höhere Berufsschule Nr. 25 in Chmelnyzkyj weiterhin qualifizierte Arbeitskräfte und Nachwuchskräfte aus und bietet ein hohes Maß an Bildung und Berufsausbildung.

## Spezialität
Die Schule bildet unter anderem folgende Ausbildungsberufe an:
- Kfz-Schlosser
- Administrator
- Sachbearbeiter
- Kassierer
- Schlosser mit mechanischen Lagerarbeiten
- Maler
- Schaufensterdekorateur und Raumausstatter
- Elektriker für Reparatur und Wartung elektrischer Geräte